# Jerlochovické stěny
Jerlochovické stěny se nacházejí v Jerlochovicích (části města Fulnek), poblíže Stříbrného potoka, v okrese Nový Jičín v Moravskoslezském kraji. Jsou to pískovcové stěny vzniklé sedimenty bývalého mělkého moře. Stěny mají délku cca 150 m a výšku cca 7 až 12 m a nacházejí se v bývalé pískovně na severním okraji Jerlochovic. Geologicky patří do Vítkovské vrchoviny (subprovincie pohoří Nízký Jeseník).

## Geologie
Jerlochovické stěny jsou místem drobných mořských paleontologických nálezů a také jsou součástí geomorfologicky nápadného pásma skalních výchozů spodnobadenských klastik. Pískovec obsahuje také vměstky jílovcového pískovce a je drolivý. Stěny představují relikty původní spodnobadenské výplně údolí, které se zařízlo na rozhraní karpatu a badenu do spodnokarbonských drob a břidlic dnešních Oderských vrchů a Vítkovské vrchoviny.
Vzhled místa je poškozen umístěním skládky stavebního aj. materiálu.

## Galerie

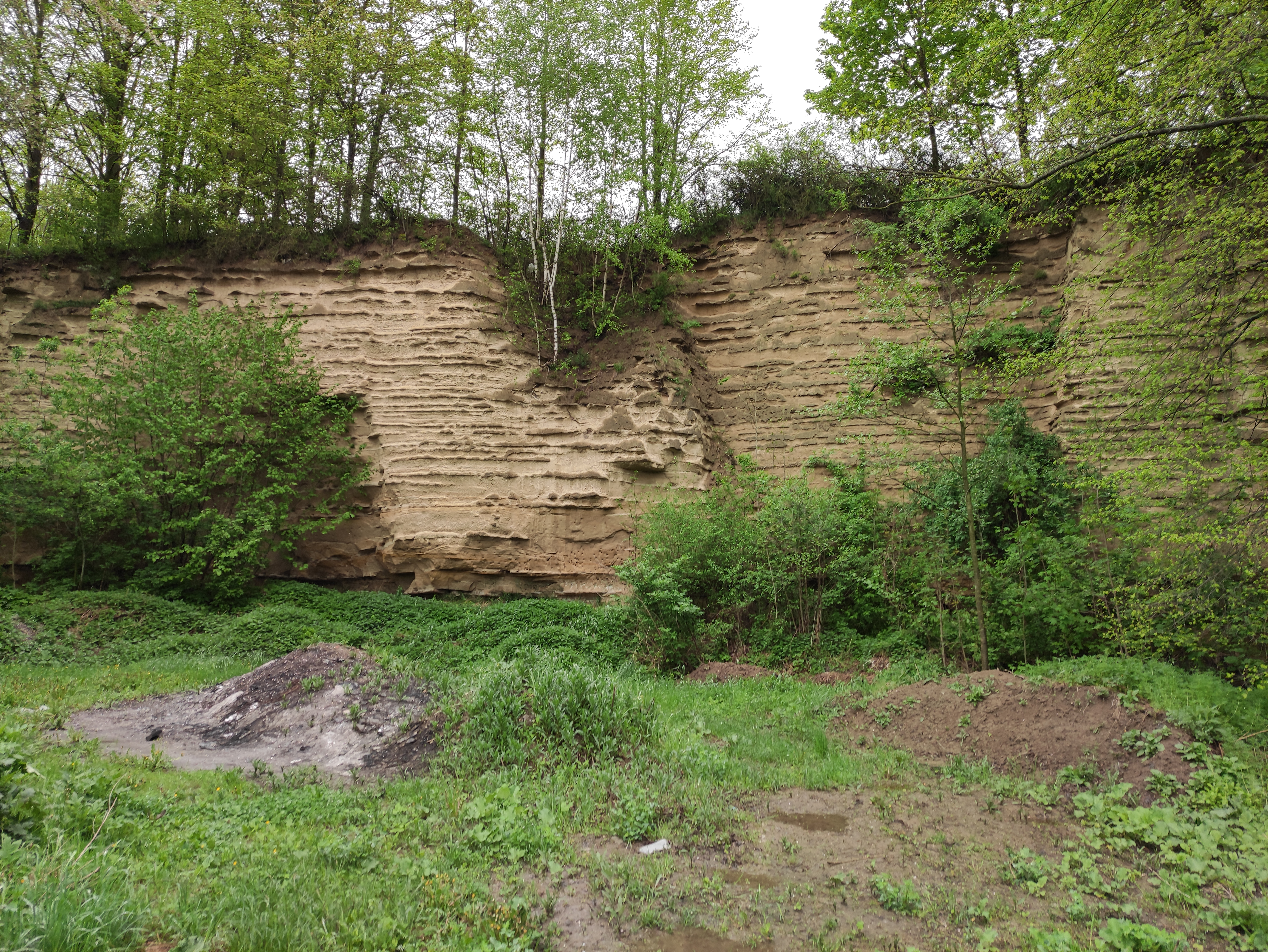
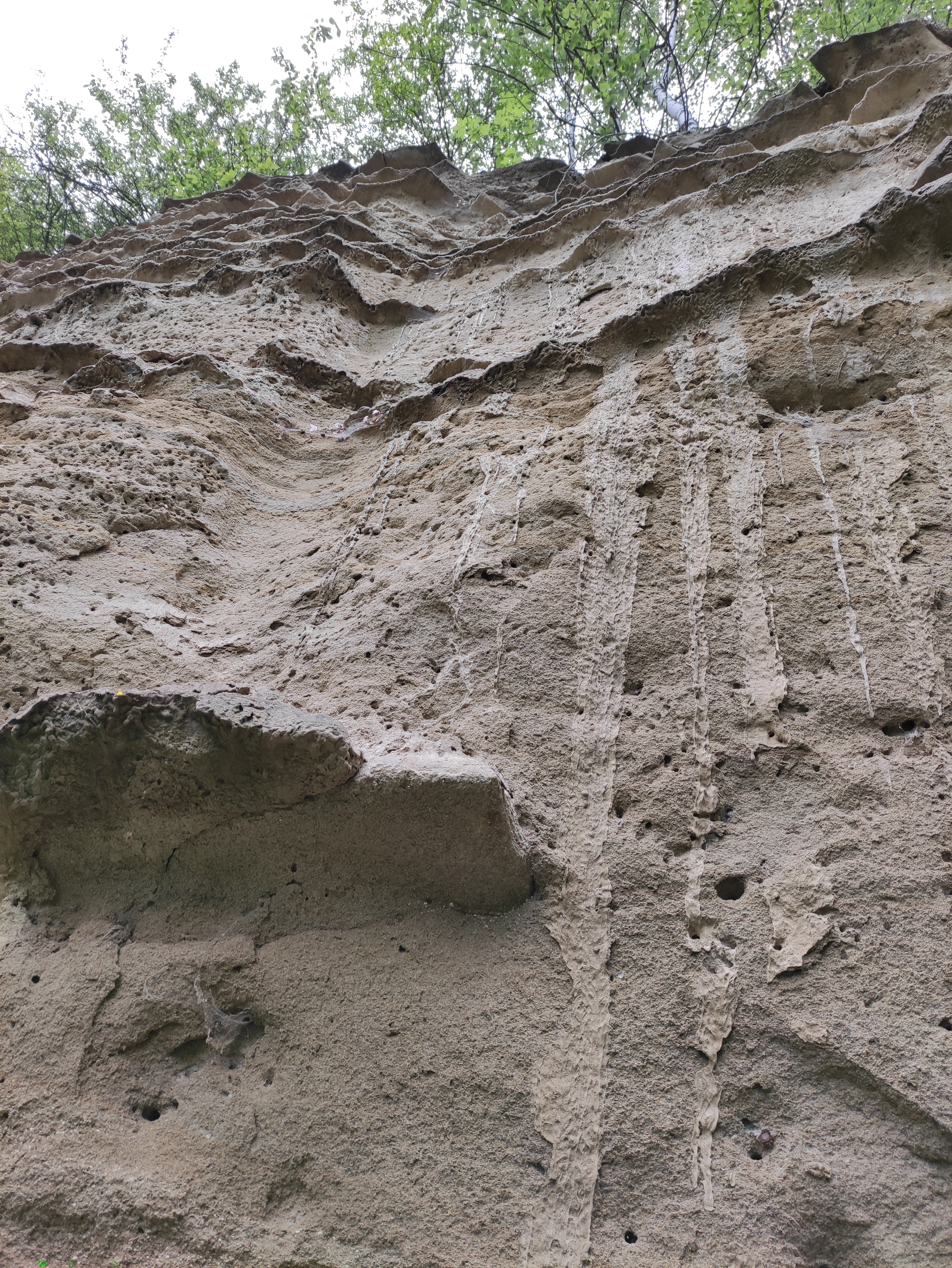
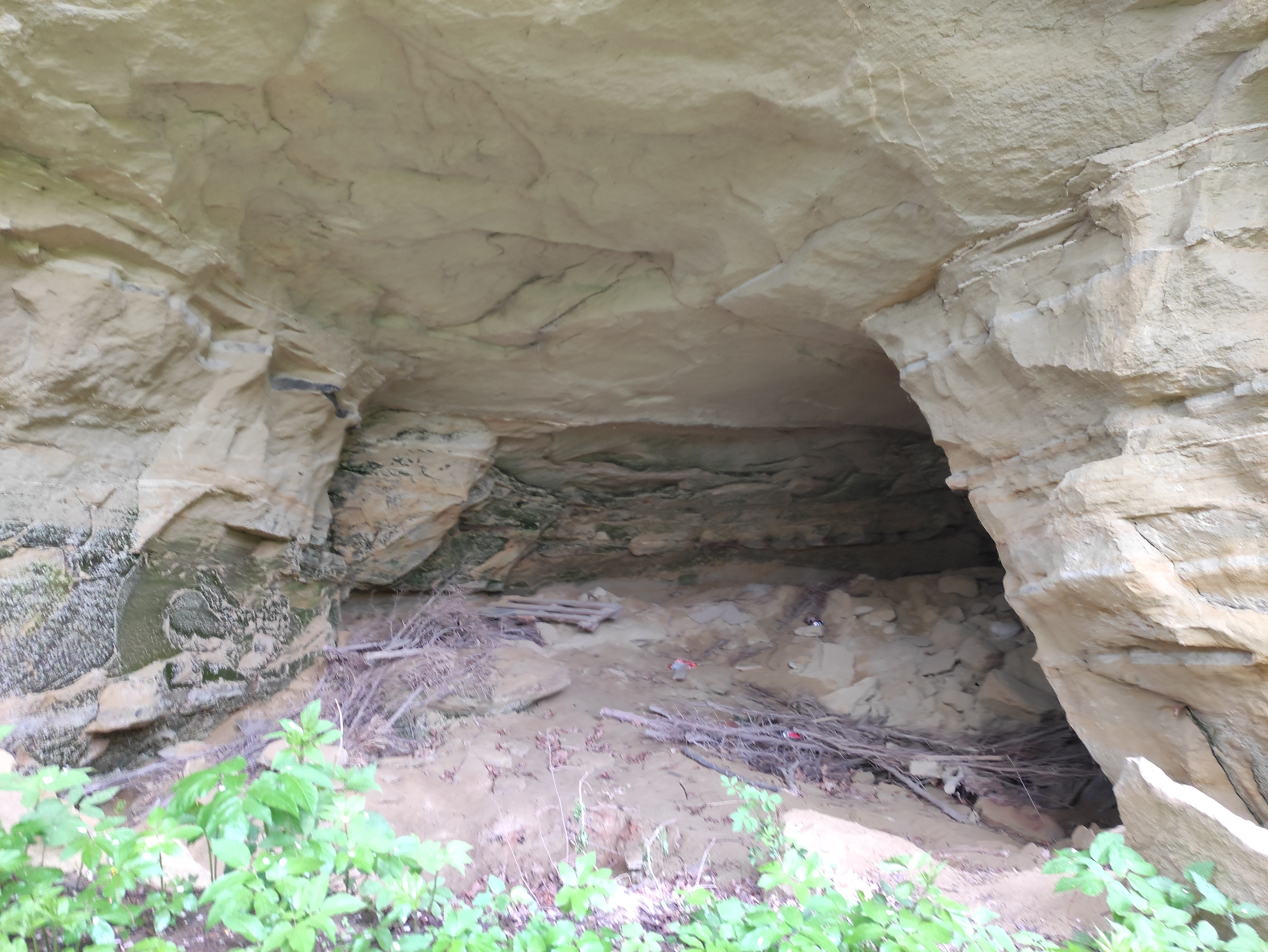